# Marijke Merckens

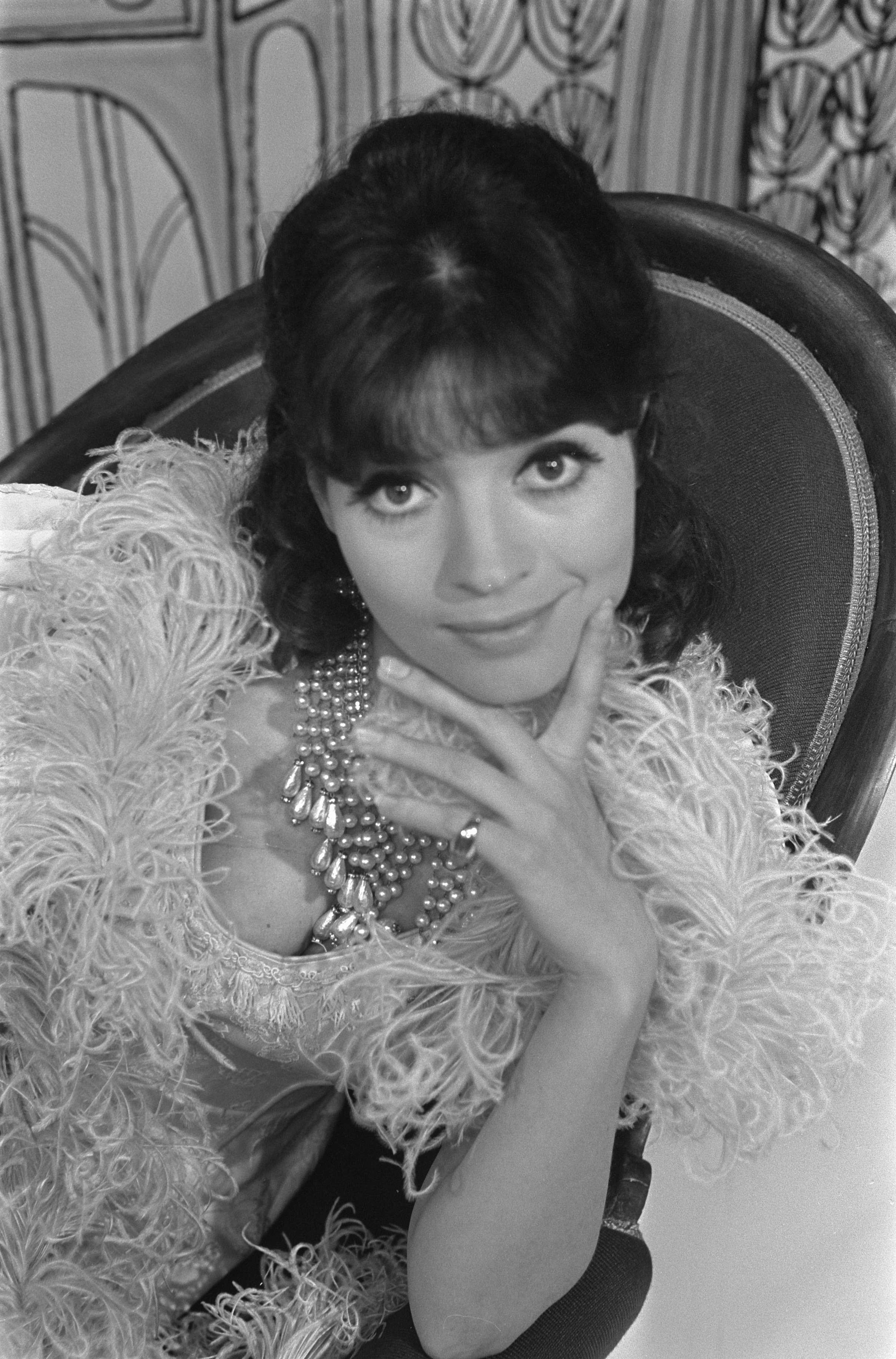
Marijke Merckens im niederländischen Fernsehen, November 1968.

Marijke Merckens, eigentlich Marijke Ouwejan (* 3. Februar 1940 in Magelang, Niederländisch-Indien; † 9. Februar 2023 in Harfsen, Provinz Gelderland, Niederlande), war eine niederländische Schauspielerin und Pop-Sängerin. 

## Biografie

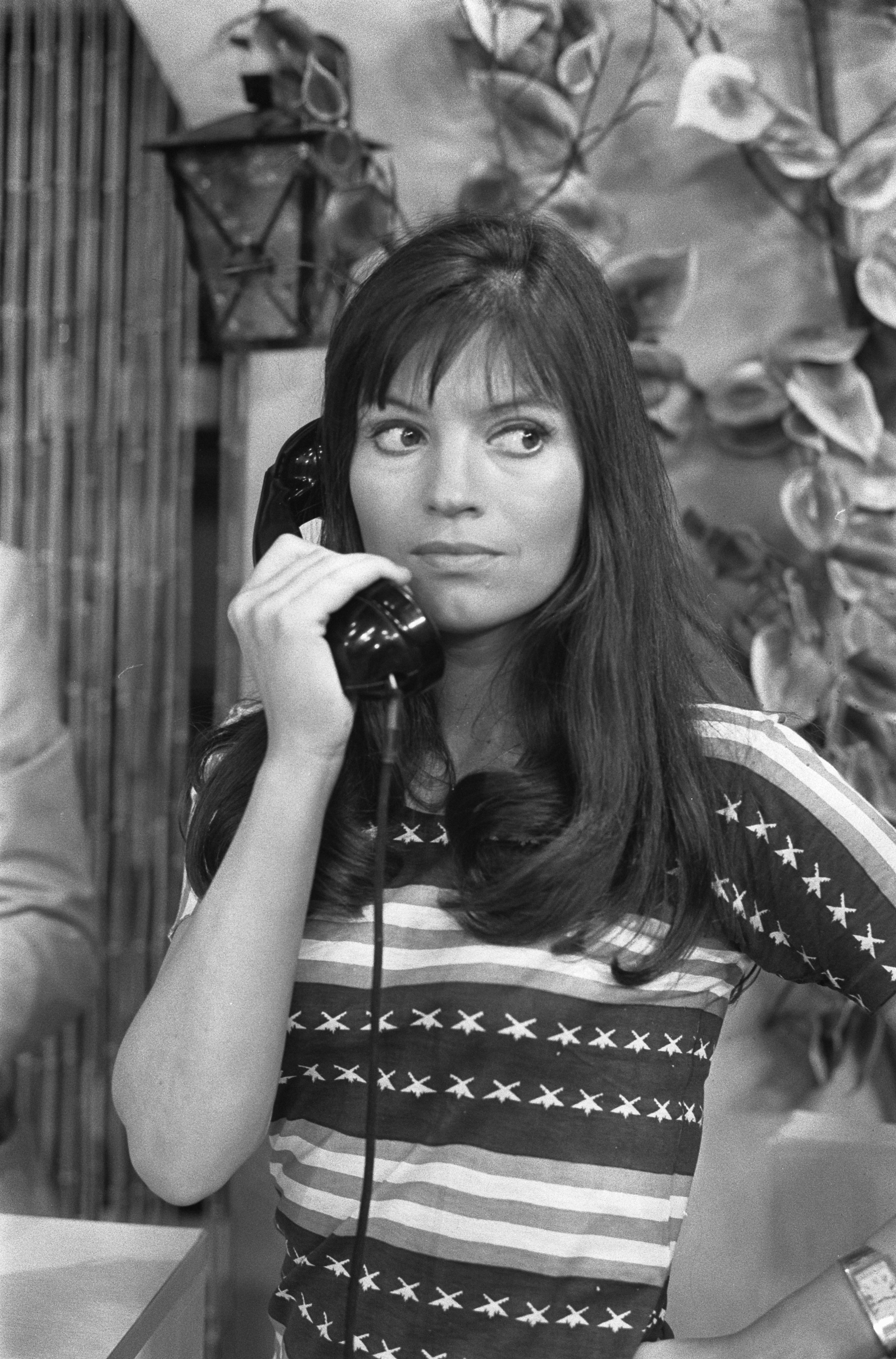
Merckens in der TV-Show Blijf zitten waar je zit, April 1974.

Marijke Merckens wurde 1940 auf der damals zur Kolonie Niederländisch-Indien gehörenden indonesischen Insel Java geboren, wuchs aber im niederländischen Arnheim auf, wo sie ein Gymnasium und eine Schauspielschule besuchte. 
Ab 1963 spielte Merckens für zwei Spielzeiten im Kabarett von Wim Sonneveld. Nach fünf Spielzeiten mit der Haagse Comedie war sie in verschiedenen Produktionen zu sehen, hat aber hauptsächlich im freien Sektor gearbeitet. Ihr Fernsehdebüt gab sie 1964 in einer Folge der niederländischen Kinderserie Pipo de Clown. In den 1960er Jahren nahm Merckens mit den Sängerinnen Ria Valk und Trea Dobbs an Radio- und Fernsehsendungen für die öffentlich-rechtliche Rundfunkgesellschaft VARA teil. 
Diese Zusammenarbeit führte zu einer Schallplattenveröffentlichung Merckens bei Decca Records zusammen mit Valk und Dobbs sowie mit dem VARA-Moderator Rob de Nijs, der ebenfalls Sänger war. Die Single, Calling the Stars, erschien 1965. Merckens erhielt bei Decca einen Solo-Vertrag und brachte noch im selben Jahr eine Single mit zwei Stücken von France Gall heraus. Auf der A-Seite befand sich mit De modepop eine niederländische Version von Poupée de cire, poupée de son, Galls Siegertitel des Eurovision Song Contest 1965. Die B-Seite, Kareltje de grote, war ein Cover von Sacré Charlemagne. 
1968 folgte eine weitere Single (Mammie, o Mammie) sowie Merckens einzige Langspielplatte, Sprookjes voor grote mensen, welche Adaptionen von Gedichten, Märchen und Chansons enthielt.
Nach ihrer Hochzeit mit dem niederländischen Schauspieler Jacques Luijer wurde es zunächst ruhiger um Merckens. In den 1970er und 1980er Jahren hatte sie dann eine erfolgreiche Zweitkarriere als Schauspielerin in Film- und Fernsehproduktionen, darunter in den Filmen Der Flug der Regenvögel (1981; Regie: Ate de Jong) und Honneponnetje (1988; Regie: Ruud van Hemert). 
Für die niederländische Fassung der Kinderserie Sesamstraße (Sesamstraat) steuerte Merckens in den 1970er Jahren die Stimmen für die Figuren Marijke und Selma Duim bei. 
Marijke Merckens lebte zuletzt in Harfsen in der Provinz Gelderland, wo sie am 9. Februar 2023 im Alter von 83 Jahren starb.

## Filmografie

### Fernsehserien
- 1974: Centraal station
- 1982: Mensen zoals jij en ik (als Sonja)
- 1982: Das Geheimnis des siebten Weges (als Fräulein Rosemarijn)
- 1987: Moordspel (als Lilly Zeppalinie)
- 1991: Medisch Centrum West, Amsterdam (als Aimee Kalkhoven)
- 1992: In de Vlaamsche pot (als Bibi)
- 1993: Ha die Pa! (als Tilly)
- 1993–1994: Oppassen!!! (als Blanche van Waveren)

### Filme
- 1979: Een vrouw als Eva
- 1981: Ik ben Joep Meloen
- 1981: Der Flug der Regenvögel (Een vlucht regenwulpen)
- 1988: Honneponnetje
- 1989: Villa des Roses

## Diskografie

### Studioalben
- 1968: Sprookjes voor grote mensen (Decca 846 507 XBY)

### Singles
- 1965: "De modepop" / "Kareltje de grote" (Decca AT 10 144)
- 1965: "Calling the Stars - Deel 1" / "Calling the Stars - Deel 2" (Decca AT 10 174) (mir Trea Dobbs, Ria Valk, Rob de Nijs und The Lords)
- 1968: "Mammie, o mammie" / "Hemelbed" (Decca AT 10320)